# 胡阿祥
胡阿祥（1963年7月—），现任南京大学历史学院副院长，历史学系教授，博士生导师，南京六朝博物馆馆长。

## 生平
1963年出生于安徽桐城，1984年获得复旦大学历史系学士学位，1987年获得复旦大学中国历史地理研究所硕士学位，同年7月开始在南京大学任教，1998年获得南京大学中文系博士学位。2001年升为历史学系教授。

## 参加节目和活动经历
2012年在《百家讲坛》节目主讲《国号》，2017年在《百家讲坛》节目主讲《国之名称》，2018年在《百家讲坛》节目主讲《东晋江南春意深》，2019年担任CCTV-4中文国际频道播出的《中国地名大会》评委。